# Reutern (Wolframs-Eschenbach)
Reutern (fränkisch: Rajdan) ist ein Gemeindeteil der Stadt Wolframs-Eschenbach im Landkreis Ansbach (Mittelfranken, Bayern). Die Gemarkung Reutern hat eine Fläche von 5,873 km². Sie ist in 630 Flurstücke aufgeteilt, die eine durchschnittliche Fläche von 9322,10 m² haben. In ihr liegen neben dem namensgebenden Ort die Gemeindeteile Bölleinsmühle, Sallmannshof, Utzenmühle und Wöltendorf.

## Geographie
Durch das Dorf fließt der linke Zufluss Baumbach des an der Mündung noch Mühlbach genannten Erlbachs. Im Nordosten liegt das Bodenfeld. Gemeindeverbindungsstraßen führen nach Wöltendorf zur Kreisstraße AN 12 (2 km nordwestlich), nach Wolframs-Eschenbach (1,3 km südwestlich) und nach Sauernheim (2 km nordöstlich).

## Geschichte
Der Ort wurde 1269 als „Rvtherin“ erstmals urkundlich erwähnt. Aus dieser Urkunde geht hervor, dass Burchard von Eschenbach vom Kloster Heilsbronn u. a. Güter in Reutern erhielt. Dem Ortsnamen liegt eine Dativ-Pluralform vom mittelhochdeutschen Wort a) „riuter“ (= der Reuter) oder b) „riute“ (= die Rodung) vor. Im ersten Fall würde der Ortsname bedeuten Zu denjenigen, die roden, im zweiten Fall Zu den Rodungen.
Im Salbuch der Deutschordenskommende Nürnberg von 1343 wurden für den Ort 1 Hof, 5 Huben, 4 Lehen und 1 Hofstatt verzeichnet, die dem Amt Eschenbach unterstanden.
Im 16-Punkte-Bericht des Oberamts Windsbach aus dem Jahr 1608 wurden für Reutern 11 Mannschaften angegeben. Grundherren waren das Kastenamt Windsbach (1 Hof) und das Stadtvogteiamt Eschenbach (5 Höfe und 5 Güter). Außerdem gab es ein Gemeindehirtenhaus. Das Hochgericht übte das brandenburg-ansbachische Kasten- und Stadtvogteiamt Windsbach aus.
Gegen Ende des 18. Jahrhunderts gab es in Reutern 11 Anwesen und ein Gemeindehirtenhaus. Das Hochgericht übte weiterhin das Kasten- und Stadtvogteiamt Windsbach aus, die Dorf- und Gemeindeherrschaft hatte das Stadtvogteiamt Eschenbach. Grundherren waren das Stadtvogteiamt Eschenbach (5 Höfe, 2 Güter, 2 Gütlein, 1 Leerhaus) und das Kastenamt Windsbach (1 Hof). Es gab zu dieser Zeit 13 Untertansfamilien, von denen 1 ansbachisch war. Von 1797 bis 1808 unterstand der Ort dem Justiz- und Kammeramt Windsbach.
1806 kam Reutern an das Königreich Bayern. Im Rahmen des Gemeindeedikts wurde Reutern dem 1808 gebildeten Steuerdistrikt Sauernheim und der 1810 gegründeten Ruralgemeinde Sauernheim zugeordnet. Mit dem Zweiten Gemeindeedikt (1818) entstand die Ruralgemeinde Reutern, zu der Bölleinsmühle, Sallmannshof, Utzenmühle und Wöltendorf gehörten. Sie war in Verwaltung und Gerichtsbarkeit dem Landgericht Heilsbronn zugeordnet und in der Finanzverwaltung dem Rentamt Windsbach. Von 1862 bis 1879 gehörte Reutern zum Bezirksamt Heilsbronn, ab 1880 zum Bezirksamt Gunzenhausen (1939 in Landkreis Gunzenhausen umbenannt) und zum Rentamt Gunzenhausen (1919 in Finanzamt Gunzenhausen umbenannt). Die Gerichtsbarkeit blieb bis 1879 beim Landgericht Heilsbronn, von 1880 bis 1973 war das Amtsgericht Gunzenhausen zuständig. Die Gemeinde hatte 1964 eine Gebietsfläche von 5,866 km².
Am 1. Januar 1972 wurde die Gemeinde Reutern im Zuge der Gebietsreform in Bayern nach Wolframs-Eschenbach eingemeindet. Seit 1972 gehört Reutern zum Landkreis Ansbach, ein Jahr später wurde es dem Amtsgericht Ansbach und dem Finanzamt Ansbach zugeordnet.

### Baudenkmäler
- Kapelle, die im Rahmen der Dorferneuerung renoviert wurde.[20]
- Zwei Bildstöcke[20]

### Einwohnerentwicklung
Gemeinde Reutern
| Jahr      | 1818   | 1840   | 1852   | 1855   | 1861   | 1867   | 1871   | 1875   | 1880   | 1885   | 1890   | 1895   | 1900   | 1905   | 1910   | 1919   | 1925   | 1933   | 1939   | 1946   | 1950   | 1952   | 1961   | 1970   |
| Einwohner | 219    | 144    | 149    | 153    | 177    | 169    | 149    | 164    | 167    | 181    | 170    | 164    | 155    | 166    | 153    | 172    | 173    | 159    | 141    | 173    | 163    | 149    | 149    | 158    |
| Häuser    | 36     | 25     |        |        |        |        | 27     |        |        | 27     | 27     |        | 27     |        |        |        | 28     |        |        |        | 25     |        | 26     |        |
| Quelle    | [ 22 ] | [ 23 ] | [ 24 ] | [ 24 ] | [ 25 ] | [ 26 ] | [ 27 ] | [ 28 ] | [ 29 ] | [ 30 ] | [ 31 ] | [ 32 ] | [ 33 ] | [ 32 ] | [ 34 ] | [ 32 ] | [ 35 ] | [ 32 ] | [ 32 ] | [ 32 ] | [ 36 ] | [ 32 ] | [ 17 ] | [ 37 ] |

Ort Reutern
| Jahr      | 001818 | 001840 | 001861 | 001871 | 001885 | 001900 | 001925 | 001950 | 001961 | 001970 | 001987 | 002012 | 002014 | 002020 |
| Einwohner | 65     | 61     | 82     | 69     | 86     | 74     | 88     | 76     | 66     | 72     | 63     | 45     | 52     | 54     |
| Häuser    | 12     | 12     |        |        | 13     | 13     | 14     | 11     | 12     |        | 12     |        |        |        |
| Quelle    | [ 22 ] | [ 23 ] | [ 25 ] | [ 27 ] | [ 30 ] | [ 33 ] | [ 35 ] | [ 36 ] | [ 17 ] | [ 37 ] | [ 38 ] |        |        | [ 1 ]  |

## Religion
Der Ort ist römisch-katholisch geprägt und bis heute nach Liebfrauenmünster (Wolframs-Eschenbach) gepfarrt. Die Einwohner evangelisch-lutherischer Konfession sind nach Unserer Lieben Frau (Merkendorf) gepfarrt.